# Поздеев, Александр Сергеевич
Алекса́ндр Серге́евич Позде́ев (укр. Олександр Сергійович Поздеєв; род. 14 июня 1986, Киев) — украинский футболист, выступавший на позиции полузащитника.

## Биография
Начал заниматься футболом в возрасте 5 лет, впервые на занятия его привёл дедушка. Воспитанник футбольной школы киевского ЦСКА, первый тренер — Виктор Грищенко. В турнирах ДЮФЛ Украины провёл за «армейцев» 21 матч, забил 4 гола. Также в ДЮФЛУ выступал за киевский «АТЕК» (4 матча, 1 гол) и, заменивший в 2002 году ЦСКА, «Арсенал» (26 матчей, 3 гола). Выступления на профессиональном уровне начал в 2003 году, в составе «Арсенала-2» во второй лиге чемпионата Украины. Позже был арендован кировоградской «Звездой», в составе которой провел первую половину сезона 2004/05, после чего вернулся в стан «канониров». За «Арсенал» провел в общей сложности 19 матчей в турнире дублёров, однако к играм основной команды не привлекался.
В 2007 году стал игроком клуба «Еднисть» из села Плиски, цвета которого защищал на протяжении календарного года. Следующий год начал в ивано-франковском «Прикарпатье», а уже в летнее межсезонье перешёл в броварской «Нафком». В течение 2009 года выступал за киевский ЦСКА и ровненский «Верес». В 2010 году перешёл в зарубежный клуб — узбекский «Алмалык», за который выступал на протяжении года. По возвращении в Украину играл на любительском уровне. В 2012 году стал игроком ковалёвского «Колоса». В составе команды прошёл путь от чемпионата Киевской области до Украинской Премьер-лиги, в которой дебютировал 31 августа 2019 года, в выездном матче против «Днепра-1» выведя команду на поле с капитанской повязкой (на 51-й минуте матча был заменён Павлом Ориховским). В том же году, в связи с травмами, принял решение завершить игровую карьеру и стал тренером юношеской команды «Колоса». В 2024 году стал исполняющим обязанности главного тренера ковалёвской команды. Несмотря на поражения в двух матчах во главе основной команды (0:5 против «Динамо» и 0:1 против «Зари»), уже в мае 2024 года был назначен главным тренером команды.

## Достижения
- Победитель второй лиги Украины: 2015/16
- Бронзовый призёр второй лиги Украины: 2006/07 (группа «А»)
- Серебряный призёр первой лиги Украины: 2018/19

## Тренерская статистика
| Клуб          | Начало работы  | Завершение работы | Показатели | Показатели | Показатели | Показатели | Показатели | Показатели | Показатели | Показатели |
| Клуб          | Начало работы  | Завершение работы | И          | В          | Н          | П          | МЗ         | МП         | РМ         | %          |
| ------------- | -------------- | ----------------- | ---------- | ---------- | ---------- | ---------- | ---------- | ---------- | ---------- | ---------- |
| Колос (и. о.) | 28 апреля 2024 | 12 мая 2024       | 2          | 0          | 0          | 2          | 0          | 6          | −6         | 000,00     |
| Колос         | 12 мая 2024    | 10 марта 2025     | 24         | 4          | 10         | 10         | 17         | 23         | −6         | 016,67     |
| Итого         | Итого          | Итого             | 26         | 4          | 10         | 12         | 17         | 29         | −12        | 015,38     |